# Rejon iwacewicki
Rejon iwacewicki (biał. Івацэ́віцкі раён, Iwacewicki rajon, ros. Иваце́вичский райо́н, Iwaciewiczskij rajon) – rejon w południowo-zachodniej Białorusi, w obwodzie brzeskim.

## Geografia
Rejon iwacewicki ma powierzchnię 2998,11 km². Lasy zajmują powierzchnię 1499,01 km², bagna 250,28 km², obiekty wodne 76,82 km².

## Podział administracyjny
W skład rejonu wchodzą dwa miasta Iwacewicze i Kosów oraz następujące sielsowiety:
- Byteń
- Dobromyśl
- Domanowo
- Jaglewicze
- Kwasiewicze
- Lubiszczyce
- Milejki
- Obrowo
- Omelna
- Podstarzynie
- Rzeczki
- Stajki
- Święta Wola
- Telechany
- Wólka
- Żytlin.

## Ludność
- W 2009 roku rejon zamieszkiwało 59 906 osób, w tym 29 185 w miastach i 30 721 na wsi[2].
- 1 stycznia 2010 roku rejon zamieszkiwało ok. 59 600 osób, w tym ok. 29 200 w miastach i ok. 30 400 na wsi[3].

### Skład etniczny
- Białorusini – 92,7%
- Ukraińcy – 1,2%
- Polacy – 0,8%
- Rosjanie – 0,5%